# Sfingolipid
Sfingolipidi su klasa lipida izvedene iz alifatičnog amino alkohola sfingozina. Ova jedinjenja imaju važnu ulogu u prenosu signali i ćelijskom prepoznavanju. Sfingolipidoze, ili oboljenja sfingolipidnog metabolizma, imaju poseban impakt na nervno tkivo.

## Struktura
Baze dugačkih-lanaca, su prvi ne-prolazni proizvodi de novo sinteze sfingolipida kod kvasca i sisara. Ta jedinjenja, specifično poznata kao fitosfingozin i dihidrosfingozin (takođe poznat kao sfinganin, mada je taj termin manje ustaljen), su prvenstveno C18 jedinjenja, sa ponekad niskim nivoima C20 baza. Keramidi i glikozsfingolipidi su N-acil derivati tih jedinjenja.
Osnova sfingozina je O-vezana za (obično) naelektrisanu čelnu grupu kao što je etanolamin, serin, ili holin. Njihova osnova je takođe amidno vezana za acilnu grupu, kao što je masna kiselina.

## Tipovi
Keramid je fundamentalna strukturna jedinica zajednička za sve sfingolipide. Oni se sastoje od lanca masne kiseline vezanog amidnom vezom za sfingozin. 
Postoje tri glavna tipa sfingolipida, koja se razlikuju po njihovim čelnim grupama: 
- Sfingomijelini imaju fosfoholin ili fosfoetanolamin molekulski fragment vezan estarskom vezom sa 1-hidroksil grupom keramida.
- Glikosfingolipidi su keramidi sa jednim ili više šećernih ostataka vezanih β-glikozidnom vezom u 1-hidroksil poziciji.
  - Cerebrozidi imaju jednu glukozu ili galaktozu u 1-hidroksi poziciji.
    - Sulfatidi su sulfatisani cerebrozidi.
- Gangliozidi imaju najmanje tri šećera, jedan od kojih mora da bude sijalinska kiselina.

## Spoljašnje veze
- Sphingolipids на 